# Dani Andrada
Daniel (Dani) Andrada Jiménez (Sevilla, 15 juli 1975) is een Spaans klimmer. Hij is vooral bekend doordat hij meer dan 2000 beklimmingen van moeilijkheidsgraad 8 (routewaardering volgens het Franse systeem) op zijn naam heeft staan en enkele van moeilijkheidsgraad 9a. Ook heeft hij routes van graad 9b geopend, wat tot op heden de twee na hoogste graad is.
Hoewel het artificieel klimmen niet zijn specialiteit is, was hij in 1997 wereldkampioen in deze discipline in de categorie Speed (snelheid). Ook haalde hij diverse Spaanse titels in de categorie Lead (moeilijkheidsgraad).